# Budolfi Sogn
Budolfi Sogn er et sogn i Aalborg Budolfi Provsti (Aalborg Stift).
Budolfi Sogn hørte geografisk til Hornum Herred i Aalborg Amt. Sognet lå i den vestlige del af Aalborg købstad, som ved kommunalreformen i 1970 blev kernen i Aalborg Kommune. 
I Budolfi Sogn ligger Klosterkirken og Budolfi Kirke (Aalborg Domkirke).

## Udskilninger
I 1902 blev Vor Frelsers Kirke opført, og Vor Frelsers Sogn blev udskilt fra Budolfi Sogn.
Den del af sognet, som lå udenfor købstaden, købstadslanddistriktet Aalborg Budolfi Landsogn indgik geografisk og administrativt i Hornum Herred, ikke til Aalborg købstad. I 1929 blev Ansgars Kirke opført, og Ansgars Sogn blev udskilt fra landsognet. Resten af landsognet blev til Hasseris Landsogn, som først blev det selvstændige Hasseris Sogn i 1956, hvor Hasseris Kirke var opført.